# Uccle
Uccle (francés) o Ukkel (neerlandés) es uno de los diecinueve municipios de la Región de Bruselas-Capital.
El 1 de enero de 2019 contaba con 83.024 habitantes. Su área total es de 22.91 km,² lo que da una densidad de población de 3.591,23 habitantes por km².

## Demografía

### Evolución
Todos los datos históricos relativos al actual municipio, el siguiente gráfico refleja su evolución demográfica.
| Gráfica de evolución demográfica de Uccle entre 1846 y 2020 |
|                                                             |